# Elortondo
Elortondo is een plaats in het Argentijnse bestuurlijke gebied General López in de provincie Santa Fe. De plaats telt 6.388 inwoners.

## Geboren in Elortondo
- Hugo Gottardi (1953), voetballer